# Gracia Ermelinda
Gracia Ermelinda da Cunha Matos (Rio de Janeiro, 7 de março de 1820 — Rio de Janeiro, 2 de agosto de 1838) foi uma filósofa, ensaísta e jornalista brasileira.

## Biografia
Filha do marechal de campo português Raimundo José da Cunha Matos, vogal do Conselho Supremo Militar e de Justiça e da espanhola Maria Venância de Fontes Pereira de Mello, pouquíssimo se sabe à respeito da sua existência. Junto com a irmã Maria Eugênia da Cunha Matos, cinco anos mais velha, obteve uma educação esmerada e aprendeu cedo vários idiomas. Demonstrou a partir daí uma sabedoria diferenciada e era conhecida em seu meio como a filosofinha.
Em 1835 começou a auxiliar o pai como secretária em seu gabinete particular e dois anos depois, com o apoio deste, passou a colaborar para o jornal "Pharol do Império" na tipografia Commercial Fluminense, situado à rua dos Ourives. Ali teve a oportunidade de adiantar boa parte de seu livro de estreia "Coleção de Sentenças dos Filósofos Antigos e Modernos; e de alguns adágios triviais, de que se faz uso na sociedade, oferecida às meninas brasileiras", publicado meses depois pela mesma tipografia. O livro repercutiu bem e as tiragens esgotaram-se em pouco tempo.
Gracia estava preparando uma outra obra quando foi acometida de uma grave enfermidade e faleceu no ano de 1838. Seu pai, desgostoso, viria a falecer no ano seguinte, a 23 de fevereiro de 1839.

## Estilo
Sua linguagem aponta para um direcionamento incisivo no qual atende às necessidades de um público específico, menos favorecido, buscando ao máximo fazer-se inteligível e assumindo, assim, um dos primeiros caracteres coloquiais do jornalismo brasileiro, quando deixa claro o objetivo de trazer "outro resultado de suas aplicações literárias" com o intuito de colaborar com a formação das meninas brasileiras (fato este que não ocorreu devido a seu precoce falecimento, cerca de um ano após a publicação de sua obra de estreia). Assim consta na advertência do livro "Coleção de Sentenças dos Filósofos Antigos e Modernos", que assume um papel de carta-prefácio:
"As interessantes máximas, pensamentos, e reflexões há poucos dias publicadas pelo Exm. Sr. Marquês de Maricá, induziram-me a fazer escolha de outras em várias obras dos filósofos antigos, e modernos, para oferecê-las às meninas brasileiras, que talvez nelas encontrem doutrina pura de que se possam aproveitar. Não escrevo por vaidade, nem por ostentação, por carecer de motivo de uma, e de outra cousa: eu mostro aquilo que é velho; o que se acha escrito há milhares de anos.
A Bíblia Sagrada, epílogo da Divina Sabedoria: o Sader, e o Zendavestá de Zoroastro: os Puranas; os Vedas, e os Chastras dos Índios; os Kings dos Chinas; os Livros Santos dos Egípcios, e do Tibet; os Poemas, e as Histórias dos Fenícios, dos Gregos, dos Romanos, dos Sealdas, dos Druidas, e até o monstruoso Koran, acham-se cheios de apotegmas ou sentenças, e máximas filhas da experiência de muitos séculos, e da meditação de inumeráveis homens circunspectos.
Cada uma das sentenças que aqui apresento, em ordem alfabética, pode aplicar-se tanto aos grandes, como aos triviais negócios da Sociedade, e por isso convém lembra-las de tempos em tempos, como conselhos de bons Mestres. Queira Deus, que outras meninas brasileiras mostrem ao público o fruto dos seus estudos, para darem princípio a uma Palestra literária, que aproveitando, e instruindo as pessoas do nosso sexo, dê maior realce aos Salões frequentados pela mais escolhida, e virtuosa mocidade.
Se este pequeno trabalho, que agora publico, merecer alguma estimação, continuarei a mostrar o emprego do meu tempo, e o resultado das minhas aplicações literárias."
Gracia Hermelinda
(17 de março de 1837)

## Máximas
Alguns de seus princípios expressos em versos:
Afirmar
Não afirmes quanto ouves, nem digas quanto sabes.
Aflição
O rosto é espelho da idade, e cartaz das aflições.
O mal, e o bem, à face vem.
Amigo
O amigo verdadeiro é como o inseto fosfórico, porque brilha na escuridade.
É bom ter um amigo e não ter precisão dele.
Anda com vagar para escolheres um amigo, e ainda mais devagar para o substituíres por outro.
Amizade
A adversidade é a pedra de tocar da amizade.
O crédito, e a amizade são como o vidro: quando se quebram não admitem conserto.
A reconciliação dos inimigos quase sempre é fingida, e filha de interesses superiores aos da antiga amizade.
Não tenhas amizade com homens coléricos; mas não sejas seu inimigo, para te livrares da sua cólera.
Amizade repentina, repentinamente se perde.
A amizade procede das simpatias.
Enquanto fores feliz, terás muitos amigos, mas se caíres em desgraça, ficarás só.
O amigo certo acha-se na ocasião incerta.
A amizade é uma Ninfa a que chamam Graça.
Nos trabalhos é que se conhece a amizade.
Os amigos dos ricos, quase sempre são mais amigos da riqueza do que dos homens.
A riqueza dos homens serve de termômetro aos falsos amigos. Pelo peso do dinheiro, determina-se a quantidade de considerações, que se deve prestar nas sociedades.
Amor
Amor, e amizade, são as palavras de que mais se abusa.
A malícia, a perfídia, o orgulho, e o interesse individual tem os nomes de Amor, e Amizade, nos círculos do grande tom.
Quando te disserem que te amam, desconfia de tanta bondade, porque talvez o amor seja mais em benefício de quem te louva, do que da tua reputação.
Tanto domina ao rico como ao pobre.
Amor próprio
O amor próprio é o maior lisonjeiro que existe.
O amor próprio é a mais temível das paixões, porque nos conduz a todos os vícios com a habilidade do lisonjeiro.
Deve ser regrado para se não imitar aos bugios que abraçando os filhos sufocam-os.
O amor próprio prudente e moderado, é tão útil, como perigoso e excessivo, e exaltado.
Antiguidade
É alimento da alma: umas vezes vivifica, e outras vezes mata.
Em Política, e em Moral, tudo é velho; por orgulho, e por ignorância, é que se inculcam como novas as cousas conhecidas desde a mais remota antiguidade.
As cousas velhas ataviam-se de roupas modernas para parecerem novas: são casacas viradas, ou vestidos antigos em que se põem guarnições à moda.
Bebida
O homem que bebe para se distrair, afoga os cuidados, mas não os extingue.
Beleza
A beleza sem virtude é um sepulcro pintado.
A beleza da mulher, governa a muitos, mas o dinheiro governa a todos.
A mulher formosa, e ignorante, é uma estátua de mármore.
A beleza sem virtude, é uma rosa cujo aroma mata.
Se és bela, e não tens virtudes, cuida em adquiri-las; lembra-te que um argueiro pode tornar-te cega, e uma folha de rosa em que escorregues, aleijar-te. Os encantos deixarão o campo ao tardio desengano das cousas vãs. Aquele que admirava tua formosura, fugirá com ela, vendo que não te resta nem um coração capaz de amar, nem uma alma capaz de sentir. A mulher sábia, e virtuosa espalha em torno de si um encanto suave como as carícias de uma Mãe; atrai as pessoas que a rodeiam, prende-as com cadeias de rosas; espalha a felicidade no seio de sua família; o seu Esposo sofre somente a metade de suas penas, porque da outra, ela se encarrega. Uma tal Consorte recebe as bênçãos dos indivíduos a quem torna felizes, e seu Esposo à semelhança do da Mulher forte de que nos fala a Escritura, aceita os parabéns dos Anciãos que o encontrarão às portas da Cidade.
Quem encontrar uma mulher bela e sábia, olhe para ela como para a obra mais preciosa da Criação.
Casamento
A filha escolhe o linho para fiar, e o pai o marido para casar.
Se as mulheres pensassem nas obrigações que lhes impõe o casamento, não teriam tanta pressa em se casarem.
O casamento, e a mortalha, do Céu se talha.
O homem casado, deve supôr que sua mulher é a pessoa mais bela, e virtuosa do Universo.
Antes de casares vê o que fazes.
Em outro tempo quase sempre os homens se casavam com as mulheres; agora quase sempre se casam com os dotes.
Antes de casar, recorda-te que hás de ser Mãe; e quando o fores, lembra-te que teus filhos não são brincos enviados da sorte para te divertirem, mas sim um depósito sagrado enviado por Deus, para que deles forme homens, Pais, Esposos, amigos e Cidadãos. Tu Mãe de família, emprega mais cuidado na educação de tuas filhas, do que as Vestais empregavam em manter o fogo no Templo de Vesta.
Ceia
É melhor dormir sem ceia, do que acordar com dívidas.
Conhecimento
O conhecimento da nossa ignorância, é prova da nossa sabedoria.
À tua fé ajunta virtudes, e às virtudes, conhecimentos.
Os conhecimentos científicos desvanecem a uns, e humilham a outros; são os tesouros da alma.
O zelo fundado em conhecimentos, dá vigor à devoção.
O primeiro estudo do homem, é o de conhecer-se a si mesmo, e depois aos outros.
Desavenças
Nas desavenças domésticas, não figures de Juiz, para não saíres intrigante: as discórdias de família quase sempre se curam de portas a dentro com o bálsamo do amor dos filhos, objetos ternos aos olhos dos Pais.
Desejo
Os desejos, e os prazeres são sonhos dourados.
Os desejos são como os médicos: deixamo-los quando morremos.
Despotismo
O pior despotismo, é o de muitos.
O despotismo paterno foi a origem, e o exemplar do despotismo político.
Os maiores déspotas são quase sempre os que nos embalam com os contos da liberdade.
Os homens viciosos chamam despóticos àqueles que fazem cumprir a lei.
O despotismo Constitucional é o mais temível.
Educação
A instrução, e boa educação, é a melhor herança, que os Filhos podem receber dos Pais. É melhor ser mal nascido do que mal criado.
A boa educação, é origem da felicidade.
Educa os teus filhos com paciência, dobrando-os como a vergôntea do salgueiro.
A educação dos homens depende em grande parte das mulheres.
Os prejuízos adquiridos na infância raras vezes se perdem: Conduz os teus filhos pela estrada da Virtude em os primeiros passos da vida, na certeza de que, eles não se afastarão totalmente dela, ou que a buscarão na adversidade.
Os homens zombam da ignorância das mulheres sem se lembrarem de que as educam como as escravas que só necessitam saber obedecer. Há muitos homens que perdoam com mais dificuldade às mulheres, o talento, do que os vícios.
A mãe de família que entrega a educação de suas filhas a cuidados estranhos; não merece o título glorioso de mãe, e eu lhe dou (ainda com dificuldade) o de madrasta. Se um Estatuário exulta de prazer vendo concluída e perfeita a estátua de um herói, ou de uma beldade, em cujo trabalho havia empenhado o seu talento, tempo e cuidados; qual deve ser o brilhante triunfo de uma mãe, vendo completa a difícil obra na educação de sua filha? ah! este prazer é o mais puro que uma mulher pode gozar; é o mais lisonjeiro para uma mãe, é finalmente o prêmio de sacrifícios penosos, e vigilantes cuidados. Se todas as mulheres estivessem persuadidas destas verdades, a sociedade seria mais feliz.
Hábito
Os hábitos da vida quase sempre se acham em contradição com as ideias dos tempos.
Hábitos antigos, custam a largar.
O hábito não faz o Monge, mas o Monge honra o hábito.
Hipócrita
O hipócrita principia enganando o mundo, e acaba enganando-se a si mesmo.
O hipócrita serve-se da Religião como de um Capote.
É fácil escapar ao homem conhecido por mau, porém é difícil fugir a um hipócrita.
Não confundas o hipócrita, com o homem tímido de coração; nem pretextes o receio de ser enganado para fechar os ouvidos à voz da humanidade e da Religião, porque nesse caso serás tu o hipócrita.
Menos mal faz o hipócrita que se finge virtuoso do que o dissoluto, que faz garbo do crime.
Homem
É homem de bem, aquele que só faz o que deve.
A separação é o melhor remédio que se deve opor ao homem inquieto.
O homem é filho da educação.
O maior defeito do homem público, é o confundir a natureza da sua posição.

## Obras
Algumas de suas obras são:
| Poesia | Poesia                                                | Poesia                     | Poesia |
| Ano    | Título                                                | Editora                    | Pg     |
| ------ | ----------------------------------------------------- | -------------------------- | ------ |
| 1837   | Coleção de Sentenças dos Filósofos Antigos e Modernos | Typ. Commercial Fluminense | -      |

## Referência
1. 1 2 3 4  Blake, Augusto Victorino Alves do Sacramento (1898). Diccionario bibliographico brazileiro pelo doutor Augusto Victorino Alves Sacramento Blake ... [S.l.]: Typographia nacional
2. 1 2 3  Sabino, Ignez (1996). Mulheres illustres do Brazil. [S.l.]: Editora das Mulheres
3. 1 2  Rodrigues, Neuma Brilhante (julho de 2008). «Nos caminhos do Império : a trajetória de Raimundo José da Cunha Mattos». Consultado em 24 de dezembro de 2021
4. ↑  SOUSA SILVA, Joaquim Norberto de (1840). As Poetisas Brasileiras. [S.l.]: Jornal O Despertador nº 803
5. ↑  Revista trimensal de historia e geographia ou Jornal do Instituto historico e geographico brasileiro. [S.l.]: Cabral. 1839
6. ↑  Silva, Joaquim Norberto de Souza e; Garnier;, Livraria de B. L.; Garnier Irmaos, Editores (8 de dezembro de 2017). «Brasileiras celebres.»: 156-163. Consultado em 24 de dezembro de 2021